# Drużyna trakcyjna
Drużyna trakcyjna – zespół pracowników stanowiących obsadę pojazdu trakcyjnego (kabiny zespołu trakcyjnego lub pociągu zespołowego).
W zależności od prędkości jazdy i wyposażenia pojazdu trakcyjnego w urządzenia kontrolujące czujność maszynisty oraz urządzenia radiołączności pociągowej drużyna trakcyjna może być jednoosobowa (maszynista) lub dwuosobowa (maszynista i pomocnik maszynisty).